# Wjatscheslaw Dmitrijewitsch Gruljow
Wjatscheslaw Dmitrijewitsch Gruljow (russisch Вячеслав Дмитриевич Грулёв; * 23. März 1999 in Kemerowo) ist ein russischer Fußballspieler.

## Karriere

### Verein
Gruljow begann seine Karriere in der Akademija Konoplew. Im Januar 2013 wechselte er in die Akademie des FK Dynamo Moskau. Zur Saison 2016/17 rückte er in den Kader der zweiten Mannschaft von Dynamo. Für Dynamo-2 kam er in jener Spielzeit zu 19 Einsätzen in der drittklassigen Perwenstwo PFL, in denen er drei Tore erzielte. Nach der Saison 2016/17 wurde der Spielbetrieb von Dynamo-2 allerdings eingestellt, erst 2020/21 nahm das Team wieder an der dritten Liga teil.
Im März 2018 debütierte Gruljow für die Profis der Moskauer in der Premjer-Liga, als er am 21. Spieltag der Saison 2017/18 gegen den FK Ufa in der 82. Minute für Fedor Černych eingewechselt wurde. Bis Saisonende absolvierte er zwei Spiele in der höchsten russischen Spielklasse. In der Saison 2018/19 kam er zu elf Einsätzen in der Premjer-Liga. Nach 13 Einsätzen in der Hinrunde 2019/20 wurde er im Januar 2020 an den Zweitligisten FK Nischni Nowgorod verliehen.
In Nischni Nowgorod kam Gruljow zu zwei Einsätzen in der Perwenstwo FNL, ehe die Spielzeit aufgrund der COVID-19-Pandemie abgebrochen wurde. Zur Saison 2020/21 kehrte er wieder nach Moskau zurück.

### Nationalmannschaft
Gruljow durchlief ab der U-16 sämtliche russische Jugendnationalteams. Im März 2019 debütierte er gegen Schweden für die U-21-Auswahl.